# Robert Sanders
Robert Arthur Sanders (ur. 20 czerwca 1867 w Londynie, zm. 24 lutego 1940), brytyjski polityk, członek Partii Konserwatywnej, minister w rządach Andrew Bonar Lawa i Stanleya Baldwina.
Był synem Arthura Sandersa. Wykształcenie odebrał w Harrow School oraz w Balliol College na Uniwersytecie Oksfordzkim, gdzie studiował prawo. W 1891 r. rozpoczął praktykę adwokacką w Inner Temple.
W 1910 r. został wybrany do Izby Gmin jako reprezentant okręgu Bridgwater. W latach 1911–1917 był podpułkownikiem Royal North Devon Hussars. Walczył podczas I wojny światowej pod Gallipoli, w Egipcie i Palestynie.
Był skarbnikiem Dworu Królewskiego (oraz zastępcą whipa rządowego w Izbie Gmin) w latach 1918–1919, młodszym lordem skarbu w latach 1919–1921 oraz podsekretarzem stanu w Ministerstwie Wojny w latach 1921–1922. W latach 1922–1924 był ministrem rolnictwa i rybołówstwa. W 1920 r. otrzymał tytuł baroneta, a w 1922 r. został członkiem Tajnej Rady.
Sanders przegrał wybory parlamentarne 1923 r. i do Izby Gmin powrócił w 1924 r. jako reprezentant okręgu Wells. W 1929 r. otrzymał tytuł 1. barona Bayford i zasiadł w Izbie Lordów. Ponieważ jego jedyny syn popełnił samobójstwo w 1920 r. tytuł barona wygasł po śmierci Roberta w 1940 r.